# Gelasi de Cízic
Gelasi de Cízic és el nom atribuït erròniament a un religiós romà d'Orient anònim. Fou prevere de Cízic. Quan era encara a la casa paterna va trobar un llibre sobre el primer concili de Nicea el text del qual li va servir per comparar arguments amb els eutiquians durant el regnat de Basilisc (475-477) i després va buscar més informació, que va compilar en una obra que Foci esmenta amb el nom Πρακτικὸν τῆς Πρώτης Συνόδου ἐν τρισί τόμοις; (Actes del primer concili en tres parts) però com el mateix Foci diu el seu nom correcte hauria de ser Història de les Actes.
Baroni atribueix també a Gelasi un tractat contra els eutiquians i nestorians anomenat De Duabus Naturis, considerat generalment com una obra originalment en llatí i obre del papa Gelasi I. Un llibre titulat Història del concili de Nicea, que va fer servir Foci, apareix com anònim excepte un dels exemplars que apareix com obre de Gelasi bisbe de Cesarea; el mateix Foci diu que Gelasi de Cízic no fou bisbe de Cesarea, i que bisbes d'aquesta ciutat amb nom Gelasi n'hi va haver dos o potser tres.
La seva història es compon de tres llibres, que cobreixen respectivament el regnat de Constantí I el Gran. el Concili de Nicea i els fets posteriors al 335.